# Arrondissement Aurillac
Das Arrondissement Aurillac ist ein Verwaltungsbezirk im Département Cantal in der französischen Region Auvergne-Rhône-Alpes. Namensgebender Hauptort und gleichzeitig Präfektur des Départements ist Aurillac.

## Geschichte
Am 4. März 1790 wurde mit der Gründung des Départements Cantal auch ein District d’Aurillac gegründet, der bereits mit dem jetzigen Arrondissement identisch war. Aus dem Distrikt wurde mit der Gründung der Arrondissements am 17. Februar 1800 das Arrondissement Aurillac.

## Geographie
Das Arrondissement grenzt im Norden an das Arrondissement Mauriac, im Nordosten an das Arrondissement Saint-Flour, im Südosten und Süden an die Arrondissements Rodez und Villefranche-de-Rouergue im Département Aveyron (Okzitanien), im Westen an das Arrondissement Figeac im Département Lot, ebenfalls Region Okzitanien, und im Nordwesten an das Arrondissement Tulle im Département Corrèze (Limousin).

## Wahlkreise
Im Arrondissement liegen acht Wahlkreise (Kantone):
| - Kanton Arpajon-sur-Cère - Kanton Aurillac-1 - Kanton Aurillac-2 - Kanton Aurillac-3 | - Kanton Maurs - Kanton Naucelles (mit 14 von 16 Gemeinden) - Kanton Saint-Paul-des-Landes - Kanton Vic-sur-Cère |

## Gemeinden
Die Gemeinden des Arrondissements Aurillac sind:
| 1. Arnac (15011)                      | 2. Arpajon-sur-Cère (15012)           | 3. Aurillac (15014)                  | 4. Ayrens (15016)                   |
| 5. Badailhac (15017)                  | 6. Besse (15269)                      | 7. Boisset (15021)                   | 8. Carlat (15028)                   |
| 9. Cassaniouze (15029)                | 10. Cayrols (15030)                   | 11. Crandelles (15056)               | 12. Cros-de-Montvert (15057)        |
| 13. Cros-de-Ronesque (15058)          | 14. Freix-Anglards (15072)            | 15. Giou-de-Mamou (15074)            | 16. Girgols (15075)                 |
| 17. Glénat (15076)                    | 18. Jou-sous-Monjou (15081)           | 19. Junhac (15082)                   | 20. Jussac (15083)                  |
| 21. Labesserette (15084)              | 22. Labrousse (15085)                 | 23. Lacapelle-del-Fraisse (15087)    | 24. Lacapelle-Viescamp (15088)      |
| 25. Ladinhac (15089)                  | 26. Lafeuillade-en-Vézie (15090)      | 27. Lapeyrugue (15093)               | 28. Laroquebrou (15094)             |
| 29. Laroquevieille (15095)            | 30. Lascelle (15096)                  | 31. Leucamp (15103)                  | 32. Leynhac (15104)                 |
| 33. Mandailles-Saint-Julien (15113)   | 34. Marcolès (15117)                  | 35. Marmanhac (15118)                | 36. Maurs (15122)                   |
| 37. Montmurat (15133)                 | 38. Montsalvy (15134)                 | 39. Montvert (15135)                 | 40. Naucelles (15140)               |
| 41. Nieudan (15143)                   | 42. Omps (15144)                      | 43. Pailherols (15146)               | 44. Parlan (15147)                  |
| 45. Polminhac (15154)                 | 46. Prunet (15156)                    | 47. Puycapel (15027)                 | 48. Quézac (15157)                  |
| 49. Raulhac (15159)                   | 50. Reilhac (15160)                   | 51. Roannes-Saint-Mary (15163)       | 52. Rouffiac (15165)                |
| 53. Rouffiac (15165)                  | 54. Roumégoux (15166)                 | 55. Le Rouget-Pers (15268)           | 56. Saint-Antoine (15172)           |
| 57. Saint-Cernin (15175)              | 58. Saint-Cirgues-de-Jordanne (15178) | 59. Saint-Cirgues-de-Malbert (15179) | 60. Saint-Clément (15180)           |
| 61. Saint-Constant-Fournoulès (15181) | 62. Saint-Étienne-Cantalès (15182)    | 63. Saint-Étienne-de-Carlat (15183)  | 64. Saint-Étienne-de-Maurs (15184)  |
| 65. Saint-Gérons (15189)              | 66. Saint-Illide (15191)              | 67. Saint-Jacques-des-Blats (15192)  | 68. Saint-Julien-de-Toursac (15194) |
| 69. Saint-Mamet-la-Salvetat (15196)   | 70. Saint-Paul-des-Landes (15204)     | 71. Saint-Santin-Cantalès (15211)    | 72. Saint-Santin-de-Maurs (15212)   |
| 73. Saint-Saury (15214)               | 74. Saint-Simon (15215)               | 76. Saint-Victor (15217)             | 76. Sansac-de-Marmiesse (15221)     |
| 77. Sansac-Veinazès (15222)           | 78. La Ségalassière (15224)           | 79. Sénezergues (15226)              | 80. Siran (15228)                   |
| 81. Teissières-de-Cornet (15233)      | 82. Teissières-lès-Bouliès (15234)    | 83. Thiézac (15236)                  | 84. Tournemire (15238)              |
| 85. Le Trioulou (15242)               | 86. Velzic (15252)                    | 87. Vézac (15255)                    | 88. Vezels-Roussy (15257)           |
| 89. Vic-sur-Cère (15258)              | 90. Vieillevie (15260)                | 91. Vitrac (15264)                   | 92. Yolet (15266)                   |
| 93. Ytrac (15267)                     |                                       |                                      |                                     |

## Ehemalige Gemeinden seit der landesweiten Neuordnung der Kantone
- Bis 2018: Calvinet, Mourjou
- Bis 2015: Fournoulès, Pers, Le Rouget, Saint-Constant